# Strampfer-Theater
Das Strampfer-Theater war ein Theater im 1. Wiener Gemeindebezirk, Innere Stadt, an der heutigen Adresse Tuchlauben 12 (ursprünglich: 16) / Brandstätte 10. Es bestand von 1871 bis 1884 und war der Lokalposse und der Operette gewidmet. 

## Geschichte
1831–1870 befand sich hier das erste eigene Konzertgebäude der Gesellschaft der Musikfreunde, des Wiener Musikvereins. Er übersiedelte 1870 in sein heutiges Domizil am Karlsplatz und verkaufte das Haus im selben Jahr.
Im November 1870 erwarb der Schauspieler Friedrich Strampfer das von Anton Küstner (eigentlich: Köstler) zu Grunde gerichtete „Vaudeville-Theater“. Der nunmehrige Prinzipal baute das Haus (und insbesondere den Konzertsaal) im Frühsommer 1871 gänzlich um (drei Ränge, 28 Logen, 800 Besucher) und eröffnete (mit drei Stücken) am 12. September 1871 als Strampfer-Theater.
Die zunächst hohen Eintrittspreise soll Strampfer festgelegt haben, um das Gesindel fernzuhalten.
Strampfer gelang es im neuen Haus, Schauspieler wie Alexander Girardi, Josefine Gallmeyer und Karl Blasel zu Stars zu machen. Anton M. Storch und Julius Hopp waren die Kapellmeister und Komponisten.
Das Theater war weniger renommiert und hatte auch geringere Eintrittspreise als die Wiener Vorstadttheater, zog deshalb aber ein kleinbürgerliches Publikum an. Zeitweise galt es als eine Art Gegenpol des vornehmeren Theaters an der Wien, das Strampfer von 1. September 1862 bis 26. Juli 1869 geleitet hatte.
Die Bühne hatte eine wichtige Funktion in der Frühphase der Wiener Operette und führte zahlreiche Werke Jacques Offenbachs auf, unter anderem am Eröffnungsabend Dorothea sowie am 19. Februar 1872 die Operetten Der Schmuggler und Die Rose von Saint-Fleur, die beide zu Differenzen Anlass gaben, da Offenbach sich weigerte, einaktige Operetten zu dirigieren, auch wenn sie aus seiner Feder stammten.
Ein geplanter Neubau von Camillo Sitte konnte 1873 nicht finanziert werden; Strampfer verließ das Theater ein Jahr später. 1875 übernahm Josefine Gallmeyer gemeinsam mit dem Schriftsteller Julius Rosen (1833–1892) die Direktion, man war letztlich aber wirtschaftlich nicht erfolgreich. Das Theater musste 1884 wegen Insolvenz schließen.

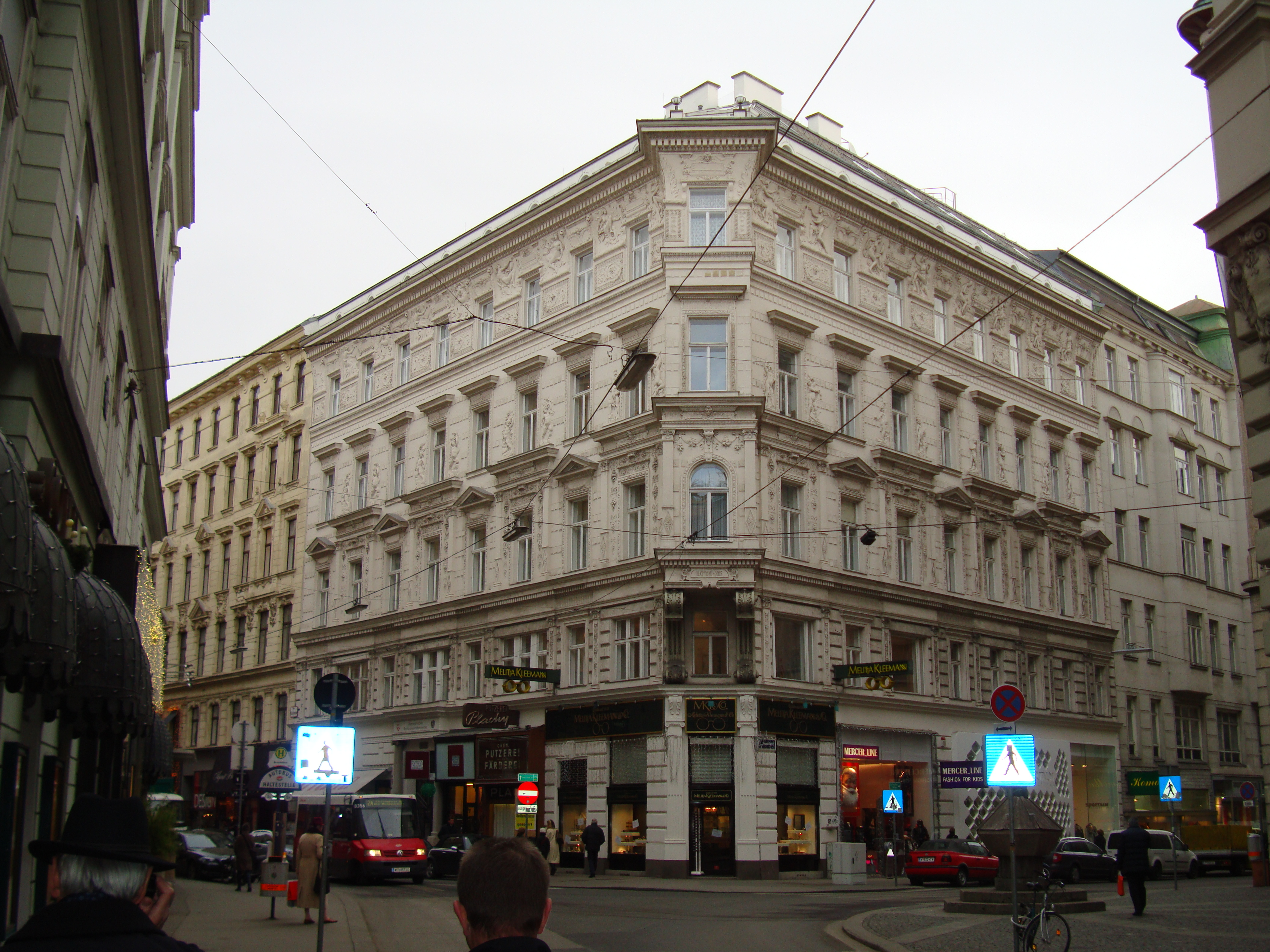
Mattonihof-Tuchlauben (erbaut 1886)

Der neue Eigentümer ließ das Haus 1885 abreißen. An seiner Stelle ließ er auf der Eckparzelle (die Brandstätte war um 1875 bis zu den Tuchlauben neu angelegt worden und mit der alten Brandstätte nicht identisch) von Gustav von Korompay bis 1886 ein Wohn- und Geschäftshaus errichten, das den Namen Mattoni-Hof erhielt und die Adressen Tuchlauben 12 und Brandstätte 10 führt.